# Harpactea nenilini
Harpactea nenilini là một loài nhện trong họ Dysderidae.
Loài này thuộc chi Harpactea. Harpactea nenilini được miêu tả năm 1989 bởi Dunin.